# Heorhij Tibilow
Heorhij Tibilow (russisch Георгий Тибилов, ukrainisch Георгій Тібілов/Heorhij Tibilow; * 6. November 1984 in Ordschonikidse) ist ein russischer bzw. ukrainischer Ringer. Er war, für Russland startend, Junioren-Weltmeister 2003 im Mittelgewicht und, für die Ukraine startend, Vize-Europameister 2008 im Halbschwergewicht, jeweils im freien Stil.

## Werdegang
Heorhij Tibilow, ein Russe ossetischer Herkunft, begann 1994 mit dem Ringen. Er konzentrierte sich dabei auf den freien Stil. Es stellte sich schon bald sein großes Talent heraus. Die Trainer Aslan Tokajew, Ruslan Schawlochow, Juri Nazarenko und Artur Basajew hatten bzw. haben ihren Anteil an den Erfolgen von Heorhij Tibilow.
Dieser startete seine internationale Laufbahn mit einem Sieg bei der Junioren-Weltmeisterschaft 2003 in Istanbul. Er gewann dort mit einem 4:1-Punktsieg über Steffen Hartan aus Deutschland den Titel im Mittelgewicht. Im Jahre 2004 wurde er in Sofia auch Junioren-Europameister im Halbschwergewicht. Hier bezwang er im Endkampf Salih Erinc aus der Türkei.
Der Übergang von der Junioren- in die Seniorenklasse stellte sich für Heorhij Tibilow als äußerst schwierig heraus. Das lag daran, dass in seiner der Gewichtsklasse in Russland mit Kuramagomed Kuramagomedow, Georgi Gogschelidse und Chadschimurad Gazalow drei absolute Weltklasseringer vorhanden waren, an denen Heorhij Tibilow nicht vorbeikam. Er kam deshalb vorerst zu keinen weiteren Starts bei internationalen Meisterschaften mehr.
2006 entschloss er sich deshalb für die Ukraine zu starten, musste sich aber auch dort zunächst gegen harte Konkurrenz durchsetzen. Er ist Angehöriger von Dinamo Charkiw. 2008 schaffte er aber die Qualifikation für die Europameisterschaft in Tampere. In Tampere startete er im Halbschwergewicht und feierte Siege über die sehr starken Ringer Hakan Koc aus der Türkei, Vincent Aka-Akesse aus Frankreich und Dániel Ligeti aus Ungarn. Er stand damit im Endkampf Georgi Gogschelidse gegenüber, der zwischenzeitlich in sein Heimatland Georgien zurückgewechselt war und unterlag diesem nach Punkten. Der Gewinn der Vize-Europameisterschaft war für Heorhij Tibilow aber ein großer Erfolg.
Bei den Olympischen Spielen in Peking siegte er über Hakan Koc aus der Türkei, verlor aber gegen den späteren Olympiasieger Schirwani Muradow aus Russland und gegen Chetag Gasjumow aus Aserbaidschan und kam auf den 5. Platz.

## Internationale Erfolge
| Jahr | Platz | Wettbewerb                            | Gewichtsklasse | |
| 2003 | 1.    | Junioren-WM in Istanbul               | Mittel         | mit Siegen über Ruslan Bacala, Moldawien, Viliam Katsimasov, Griechenland, Kurt Backes, USA, Yumagali Mamutow, Kasachstan und Steffen Hartan, Deutschland |
| 2004 | 1.    | Junioren-EM in Sofia                  | Halbschwer     | mit Siegen über Zwiad Sisauri, Georgien, Ilimdar Sajidow, Ukraine, und Salih Erinc, Türkei                                                                |
| 2005 | 3.    | „Umachanow“-Memorial in Chassawjurt   | Halbschwer     | hinter Georgi Gogschelidse, Georgien, und Ruslan Scheikow, Tadschikistan                                                                                  |
| 2005 | 1.    | Alexander-Medwed-Turnier in Minsk     | Halbschwer     | vor Aljaksandr Schamarau, Belarus, und Nik Fekete, USA |
| 2005 | 1.    | Intern. Turnier in Kiew               | Halbschwer     | vor Ruslan Scheikow, Rolf Scherrer, Schweiz, und Wassili Tesmenezki, Ukraine                                                                              |
| 2007 | 1.    | Intern. Turnier in Kiew               | Halbschwer     | vor Wassili Tesmenezki, Ukraine, und Eldar Atakschiew, Aserbaidschan                                                                                      |
| 2007 | 1.    | „Stepan-Sargisjan“-Memorial in Tiflis | Halbschwer     | vor Belduch Gawaschelischwili und Georgi Gogschelidse, beide Georgien, und Salimchan Majomedaliew, Russland                                               |
| 2008 | 2.    | EM in Tampere                         | Halbschwer     | mit Siegen über Hakan Koc, Türkei, Vincent Aka-Akesse, Frankreich, und Dániel Ligeti, Ungarn, und einer Niederlage gegen Georgi Gogschelidse, Georgien    |
| 2009 | 5.    | OS in Peking                          | Halbschwer     | mit einem Sieg über Hakan Koc und Niederlagen gegen Schirwani Muradow, Russland, und Chetag Gasjumow, Aserbaidschan                                       |
| 2009 | 12.   | Golden-Grand-Prix in Baku             | Halbschwer     | Sieger: Kurban Kurbanow, Usbekistan vor Arslanbek Aliew, Russland, und Chetag Gasjumow                                                                    |

Anm.: alle Wettbewerbe im freien Stil, OS = Olympische Spiele, WM = Weltmeisterschaft, EM = Europameisterschaft, Mittelgewicht, bis 84 kg, Halbschwergewicht, bis 96 kg Körpergewicht

## Weblink
Profil von Heorhij Tibilow bei United World Wrestling
| Personendaten    | Personendaten                                                          |
| ---------------- | ---------------------------------------------------------------------- |
| NAME             | Tibilow, Heorhij                                                       |
| ALTERNATIVNAMEN  | Тибилов, Георгий Васильевич (russisch); Tibilow, Georgi Wassiljewitsch |
| KURZBESCHREIBUNG | russischer bzw. ukrainischer Ringer                                    |
| GEBURTSDATUM     | 6. November 1984                                                       |
| GEBURTSORT       | Ordschonikidse                                                         |